# Chiusdino

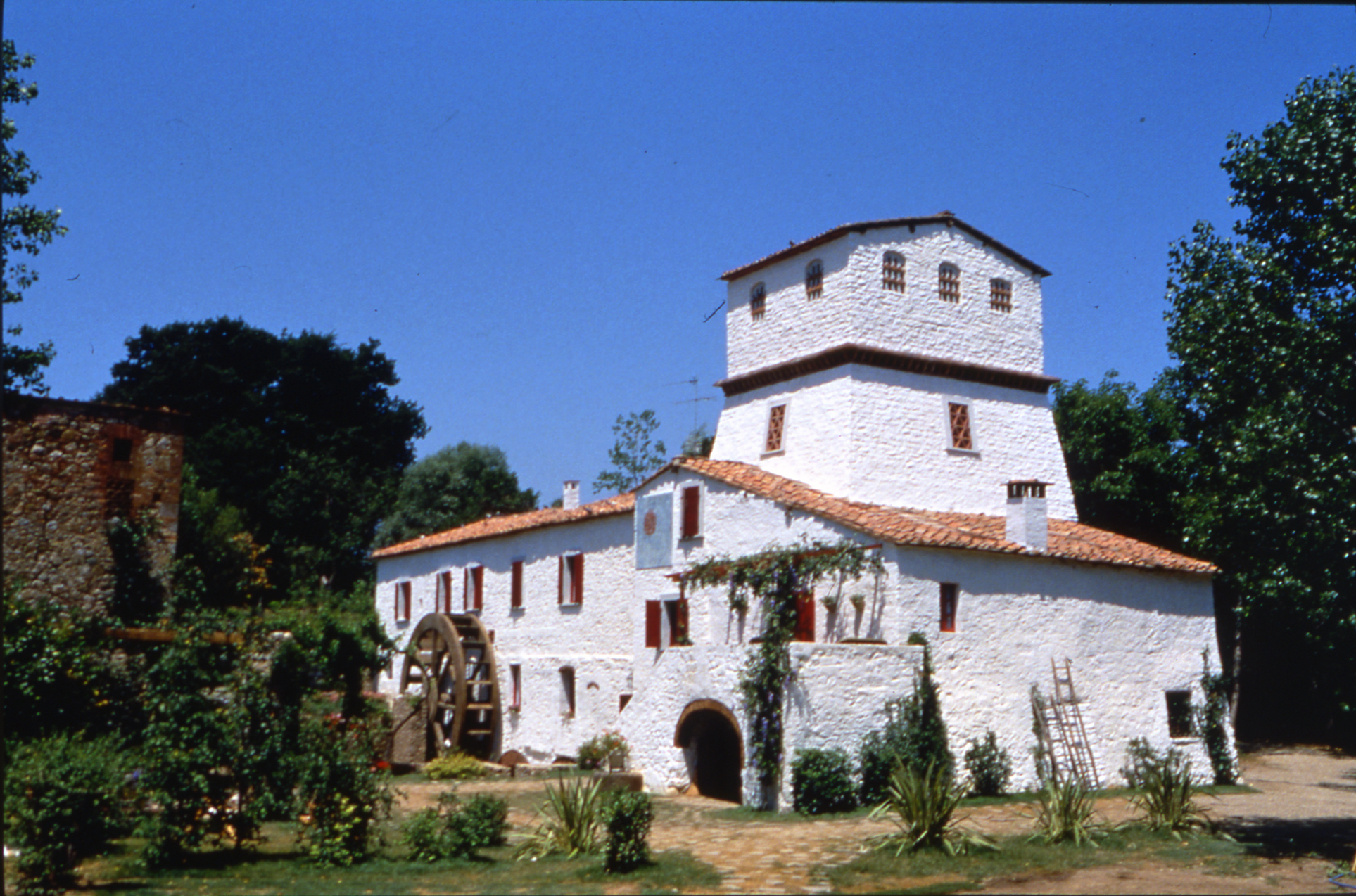
Il mulino di Chiusdino restaurato per gli spot de "La Famiglia del Mulino"

Chiusdino è un comune italiano di 1 716 abitanti della provincia di Siena in Toscana.

## Geografia fisica

### Territorio
- Classificazione sismica: zona 2 (sismicità medio-alta), Ordinanza PCM 3274 del 20/03/2003
- Classificazione climatica: zona E, 2303 GR/G
- Diffusività atmosferica: media, Ibimet CNR 2002

## Storia
In provincia di Siena, a poco più di trenta chilometri a sud-ovest della città, sulla direttrice viaria per Massa Marittima, su uno dei cocuzzoli delle Colline Metallifere, lontano da importanti vie di comunicazione, il territorio chiusdinese risulta interessato da un processo di antropizzazione precoce, che si fece costante e si incrementò soprattutto a partire dall'Alto medioevo.
L'origine del capoluogo, Chiusdino, è remota e forse va collocata durante la dominazione longobarda in Toscana: i Longobardi penetrarono in Italia, fra il 568 ed il 569, riuscendo in poco tempo a strappare all'Impero romano d'Oriente tutte le province a nord del Po; a partire dal 572 essi occuparono i territori occidentali della Toscana compresi tra i fiumi Cecina ed Ombrone, più o meno la zona delle Colline Metallifere. L'installazione dei Longobardi nel territorio di Chiusdino e la fondazione del paese risale presumibilmente ad un periodo di poco successivo, nell'ambito della nuova definizione amministrativa che essi diedero ai territori conquistati, in particolare della costituzione di unità militari dette Arimannie, e della fondazione di fortificazioni chiamate clusae o clausurae, per il controllo dei passi e la riscossione dei dazi.
A testimonianza della sua origine longobarda, rimangono a Chiusdino il suo stesso nome, in latino Cluslinum, che deriva da clusa, ed il titolo della chiesa matrice: san Michele Arcangelo, frequente negli insediamenti longobardi.
Con la conquista del Regnum Langobardorum compiuta da Carlo Magno nel 773 ed il nuovo assetto da lui conferito alla Toscana con la creazione dei comitati, più o meno corrispondenti alle circoscrizioni ecclesiastiche, e dei conti, il castello di Chiusdino, situato all'interno dell'ampia diocesi di Volterra, venne a trovarsi nel comitatus istituito in quella città.
Fino all'XI secolo, l'insediamento di Chiusdino poteva ricondursi al suo nucleo centrale, sulla sommità della collina, chiuso da una cinta muraria dal perimetro piuttosto breve, sulla quale si apriva una porta ancor oggi conservata. In tale spazio si possono ancora osservare resti di murature non sempre regolari, a grandi bozze sommariamente squadrate. All'interno di tale cinta, la chiesa di San Michele Arcangelo e presso la porta del castello la chiesa di San Martino. Il castello era talmente esiguo da essere considerato strategicamente ininfluente, ma fra la fine dell'XI secolo e l'inizio del XII secolo, forse a seguito dello sviluppo dell'agricoltura impresso a quelle terre dalla presenza dell'abbazia di Serena o forse in relazione alla coltivazione delle miniere d'argento dei vicini castelli di Miranduolo e di Montieri, si ingrandì tanto da diventare motivo di contesa fra il vescovo di Volterra ed i conti della Gherardesca.

## Monumenti e luoghi d'interesse

### Architetture religiose
- Chiesa di San Martino
- Chiesa di San Sebastiano, sede della Compagnia di San Galgano
- Propositura di San Michele Arcangelo
- Santuario della Madonna delle Grazie
- Abbazia di San Galgano
- Cappella di San Galgano a Montesiepi
- Eremo di Santa Lucia
- Chiesa di Santa Maria Assunta a Ciciano
- Chiesa di San Lorenzo a Frassini
- Chiesa della Madonna del Buon Consiglio a Frosini
- Pieve di Santa Maria a Luriano
- Chiesa di San Magno a Montalcinello

### Architetture civili
- Casa natale di San Galgano, in via della Cappella;
- Palazzo Lenzi-Novellini (XVI secolo), già palazzo Pretorio; in via Roma;
- Palazzo Molendini, ora Pometti (XVIII secolo), in via Paolo Mascagni;
- Palazzo Mori (XIII-XIV secolo), in via Paolo Mascagni;
- Palazzo Taddei (XVI secolo), in via Umberto I, sede del Museo civico e diocesano di arte sacra di San Galgano;
- Porta Bacucchi, detta attualmente Porta Senese, al termine della via Paolo Mascagni, l'unica rimasta delle tre che si aprivano sulla cinta muraria;
- Mulino delle Pile, sul fiume Merse, utilizzato in passato per gli spot pubblicitari del Mulino Bianco dall'omonima industria, che, sebbene non sia un monumento, è meta di visite turistiche.

### Architetture militari
- Castello di Frosini
- Castello di Miranduolo

## Società

### Evoluzione demografica
Abitanti censiti

### Etnie e minoranze straniere
Secondo i dati ISTAT al 31 dicembre 2010 la popolazione straniera residente era di 454 persone. Le nazionalità maggiormente rappresentate in base alla loro percentuale sul totale della popolazione residente erano:
- Albania : 104 (5,11%)
- Bosnia ed Erzegovina : 60 (2,95%)
- Romania : 52 (2,55%)
- Serbia : 44 (2,16%)
- Repubblica di Macedonia : 37 (1,82%)
- Polonia : 32 (1,57%)
- Germania : 29 (1,42%)

## Cultura

### Musei
Il Museo civico e diocesano di arte sacra di San Galgano di Chiusdino ha sede nel centro storico del paese, in via Umberto I, nel palazzo Taddei. Nelle sue sale è ospitata una vasta collezione di opere d'arte per lo più proveniente dai luoghi di culto del territorio. In particolare vi spiccano: San Galgano condotto a Montesiepi, bassorilievo di Giovanni di Agostino, San Galgano conficca la spada nella pietra, bassorilievo di Urbano da Cortona, una Madonna col Bambino di Niccolò di Segna.

### Eventi
- 3 settembre - festa patronale della Madonna delle Grazie.
- settembre - Sagra del Dolce Montalcinello.
- 3 dicembre - festa di San Galgano, cavaliere ed eremita, patronus minus principalis.
- 22 maggio - festa di Santa Rita da Cascia.
- In data mobile, il Lunedì dell'Angelo, festa di San Galgano, nell'eremo di Montesiepi.
- Primo fine settimana di agosto: Sagra del Ciaccino e torneo Palla Eh! a Ciciano

## Geografia antropica

### Frazioni
- Ciciano (506 m s.l.m., 310 abitanti)
- Frassini (350 m s.l.m., 167 abitanti)
- Frosini (346 m s.l.m., 31 abitanti)
- Montalcinello (378 m s.l.m., 148 abitanti)
- Palazzetto (347 m s.l.m., 117 abitanti)

### Altre località del territorio
Altre località notevoli, sparse nel territorio comunale, sono quelle di Casino, Castelletto Mascagni, Colordesoli, Luriano, Malcavolo, Montesiepi, Papena, Pentolina, Ponte Feccia.

## Amministrazione
Di seguito è presentata una tabella relativa alle amministrazioni che si sono succedute in questo comune.
| Periodo        | Periodo        | Primo cittadino    | Partito                                                        | Carica  | Note  |
| -------------- | -------------- | ------------------ | -------------------------------------------------------------- | ------- | ----- |
| 23 giugno 1985 | 16 giugno 1990 | Ivano Vichi        | Partito Comunista Italiano                                     | Sindaco | [ 7 ] |
| 16 giugno 1990 | 24 aprile 1995 | Ivano Vichi        | Partito Democratico della Sinistra, Partito Comunista Italiano | Sindaco | [ 7 ] |
| 24 aprile 1995 | 14 giugno 1999 | Ivano Vichi        | lista civica                                                   | Sindaco | [ 7 ] |
| 14 giugno 1999 | 14 giugno 2004 | Luciana Bartaletti | centro-sinistra                                                | Sindaco | [ 7 ] |
| 14 giugno 2004 | 8 giugno 2009  | Luciana Bartaletti | centro-sinistra                                                | Sindaco | [ 7 ] |
| 8 giugno 2009  | 26 maggio 2014 | Ivano Minocci      | centro-sinistra                                                | Sindaco | [ 7 ] |
| 26 maggio 2014 | 27 maggio 2019 | Luciana Bartaletti | centro-sinistra Per Chiusdino                                  | Sindaco | [ 7 ] |
| 27 maggio 2019 | 10 giugno 2024 | Luciana Bartaletti | centro-sinistra Sviluppo sostenibile insieme                   | Sindaco | [ 7 ] |
| 10 giugno 2024 | in carica      | Luciana Bartaletti | centro-sinistra Sviluppo sostenibile insieme                   | Sindaco | [ 7 ] |

## Mineralogia
Sul territorio di Chiusdino, precisamente nei pressi della miniera di Le Cetine di Cotorniano, sono stati scoperto i minerali brizziite e batoniite per i quali rappresenta la località tipo.